# Davenport (Floryda)
Davenport – miasto w Stanach Zjednoczonych, w stanie Floryda, w hrabstwie Polk.

## Demografia
W roku 2000 miasto zamieszkiwało tylko 1925 osób, a gęstość zaludnienia wynosiła 176,8 osoby/km². W roku 2023 liczba mieszkańców wzrosła do 15 068 osób, a gęstość zaludnienia przekroczyła 1380 osób/km². Na przestrzeni niespełna ćwierćwiecza zaludnienie Davenport zwiększyło się ponad 7,8-krotnie. Należy do grupy, najszybciej rozwijających się miast, w całym stanie Floryda.